# Germano Vailati
Germano Vailati (Lugano, 30 agosto 1980) è un ex calciatore svizzero, di ruolo portiere.

## Palmarès

### Club
- Campionato svizzero: 5

Basilea: 2012-2013, 2013-2014, 2014-2015, 2015-2016, 2016-2017
- Coppa Svizzera: 2

Sion: 2005-2006
Basilea: 2016-2017